# Општина Чучер-Сандево
Општина Чучер-Сандево је општина Скопског статистичког региона у Северној Македонији. Седиште општине је у Кучевишту.
Општина Чучер-Сандево је општина са бројном српском мањином у Северној Македонији, где српски језик има статус службеног језика.

## Положај
Општина Чучер-Сандево налази се у северном делу Северне Македоније и погранична је са Србијом на северу и западу. Са других страна се налазе друге општине Северне Македоније:
- исток — Општина Липково
- југоисток — Општина Бутел
- југ — Општина Шуто Оризари
- југозапад — Општина Ђорче Петров

## Природне одлике
Рељеф: Општина Чучер-Сандево смештена је већим делом на јужним падинама Скопске Црне Горе, северно од Скопља. Северни део општине припада висовима дате планине. Најјужнији део општине је у области Скопског поља, које плодно и густо насељено.
Клима у нижим деловима општине влада умереноконтинентална клима, док је у вишим деловима присутна планинска клима.
Воде: Већи део општине је у сливу Вардара, док је мали, северни у сливу Биначке Мораве. Подручје је прилично богато водом за услове Северне Македоније.

## Становништво
Општина Чучер-Сандево имала је по последњем попису из 2002. г. 8.493 ст., од чега у седишту општине свега 299 ст (3,5%). Општина је слабо насељена, посебно сеоско подручје.
Национални састав по попису из 2002. године био је:
|           | Број  | Постотак |
| Укупно    | 8.493 | 100%     |
| Македонци | 4.019 | 47,3%    |
| Срби      | 2.426 | 28,6%    |
| Албанци   | 1.943 | 22,9%    |
| остали    | 105   | 1,2%     |

## Насељена места
У општини постоји 12 насељених места, сва са статусом села:
(** — насеље са српском већином, * — насеље са српском мањином)
| - Чучер-Сандево** - Бањани* - Блаце - Бразда - Брест - Бродец* | - Глуво* - Горњани* - Кучевиште* - Мирковце* - Побожје* - Танушевци |  |